# جوسيه لينهاريس
جوسيه لينهاريس (بالبرتغالية: José Linhares) رئيس البرازيل الخامس عشر، حكم البرازيل للفترة 1945-1946 خلفاً للرئيس جيتوليو فارجاس.
جاء بعده الرئيس المارشال يوريكو غاسبار دوترا.